# Узкоколейная железная дорога Искитимского карьероуправления
Узкоколейная железная дорога Искитимского карьероуправления — бывшая узкоколейная железная дорога в Новосибирской области, Россия. Проходила по территории современного Искитимского района.
Начиналась при станции и посёлке Ложок (ныне входят в городскую черту Искитима), близ посёлка находились известняки. Построена примерно в 1930-х годах, предназначалась для транспортировки известняка в направлении от карьера к заводу. До прокладки ж/д использовались ручная тяга, также конная. Позднее были введены в эксплуатацию паровозы. Окончательно, возможно, в 1960-х, пути заменены на ширококолейные.